# RFC Tilleur-Saint-Nicolas
El R.F.C. Tilleur-Saint-Nicolas fue un equipo de fútbol belga del municipio de Tilleur en Saint-Nicolas, cerca de Lieja. El club existió desde 1899 hasta que se fusionó con el Royal Club Lieja en 1995. Estaba afiliado a la Real Asociación Belga con la matrícula nº 21 y sus colores eran el blanco y azul. El club jugó 22 temporadas en Primera División de Bélgica, la liga de fútbol más importante del país.

## Historia
Fue fundado en el año 1899 en la municipalidad de Tilleur en Saint-Nicolas, un suburbio de Lieja con el nombre Tilleur FC.
Logró jugar por primera vez en la Segunda División de Bélgica en el año 1909 y ganó su primer título de la categoría 10 años después, consiguiendo el ascenso para jugar en la Primera División de Bélgica por primera vez al año siguiente. En el año 1925 cambiaron su nombre por el de R. Tilleur FC y obtuvieron su regreso a la máxima categoría en 1926, aunque ese año terminaron de últimos con sólo 8 puntos con sólo 3 victorias en la temporada.
Regresó a la máxima categoría para la temporada 1928/29, pero solo duraron una temporada tras volver a quedar de últimos con sólo 9 puntos, regresando para la temporada 1933/34, aunque esta vez duraron un poco más, descendiendo tras tres temporadas en el máximo circuito.
Estuvieron otra vez en la Primera División de Bélgica entre 1942 y 1946, 1949 a 1959 y 1964 a 1967; excepto en 1945 cuando se suspendió la liga a causa de la Segunda Guerra Mundial y su mejor posición en la máxima categoría fue cuarto en la temporada de 1965, acumulando más de 450 partidos en la máxima categoría
En 1989 se fusionaron con el R. Saint-Nicolas FC de Lieja y cambiaron a su nombre a RFC Tilleur-Saint-Nicolas, aunque el equipo con el número de matrícula 21 desapareció tras fusionarse con el RFC Liégeois para crear al RFC Tilleur FC de Lieja en 1995, para más tarde convertirse en el actual RFC Lieja.
En 2002 se fundó el FC Tilleur-Saint-Nicolas (matrícula nº 9405). En 2003, este club se fusionó con el Royal Cercle Sportif Saint-Gilles (2878) para formar el RFC Tilleur-Saint-Gilles y desapareció el número 9405. En 2014, el club se fusionó con Royal Football Cité Sport Grâce-Hollogne (2913) para formar RFC Tilleur y continuó con la matrícula número 2913.

## Entrenadores
- Henri Depireux (1978-1980)
- Dominique D'Onofrio (1994-1995)

## Palmarés
- Segunda División de Bélgica: 5

1919/20, 1924/25, 1932/33, 1938/39, 1947/48

## Temporada a temporada
| como Tilleur Football Club                                                                                |    |    |    |     |                                                           |                                                           |                                                           | |
| 1909/10                                                                                                   |    |    | 6  |     |                                                           | Segunda                                                   | 21                                                        | |
| 1910/11                                                                                                   |    |    | 8  |     |                                                           | Segunda                                                   | 20                                                        | |
| 1911/12                                                                                                   |    |    | 8  |     |                                                           | Segunda                                                   | 18                                                        | |
| 1912/13                                                                                                   |    |    | 8  |     |                                                           | Segunda                                                   | 19                                                        | |
| 1913/14                                                                                                   |    |    | 6  |     |                                                           | Segunda                                                   | 20                                                        | |
| 1914/15                                                                                                   |    |    |    |     |                                                           |                                                           |                                                           | sin competición por la I Guerra Mundial                                                                |
| 1915/16                                                                                                   |    |    |    |     |                                                           |                                                           |                                                           | sin competición por la I Guerra Mundial                                                                |
| 1916/17                                                                                                   |    |    |    |     |                                                           |                                                           |                                                           | sin competición por la I Guerra Mundial                                                                |
| 1917/18                                                                                                   |    |    |    |     |                                                           |                                                           |                                                           | sin competición por la I Guerra Mundial                                                                |
| 1918/19                                                                                                   |    |    |    |     |                                                           |                                                           |                                                           | sin competición por la I Guerra Mundial                                                                |
| 1919/20                                                                                                   |    |    | 1  |     |                                                           | Segunda                                                   | 35                                                        | A pesar de que Tilleur FC se proclamó campeón, ningún club fue ascendido a Primera esa temporada.      |
| 1920/21                                                                                                   |    |    | 8  |     |                                                           | Segunda                                                   | 18                                                        | |
| 1921/22                                                                                                   |    |    | 6  |     |                                                           | Segunda                                                   | 26                                                        | |
| 1922/23                                                                                                   |    |    | 3  |     |                                                           | Segunda                                                   | 35                                                        | |
| 1923/24                                                                                                   |    |    | 3  |     |                                                           | Segunda B                                                 | 35                                                        | |
| 1924/25                                                                                                   |    |    | 1  |     |                                                           | Segunda A                                                 | 44                                                        | |
| Als Royal Football Club Tilleur                                                                           |    |    |    |     |                                                           |                                                           |                                                           | |
| 1925/26                                                                                                   | 14 | 14 |    |     |                                                           | Primera                                                   | 8                                                         | |
| 1926/27                                                                                                   |    |    | 3  |     |                                                           | Segunda                                                   | 30                                                        | |
| 1927/28                                                                                                   |    |    | 3  |     |                                                           | Segunda                                                   | 30                                                        | |
| 1928/29                                                                                                   | 14 | 14 |    |     |                                                           | Primera                                                   | 9                                                         | |
| 1929/30                                                                                                   |    |    | 7  |     |                                                           | Segunda                                                   | 27                                                        | |
| 1930/31                                                                                                   |    |    | 13 |     |                                                           | Segunda                                                   | 17                                                        | |
| 1931/32                                                                                                   |    |    | 2  |     |                                                           | Segunda B                                                 | 34                                                        | |
| 1932/33                                                                                                   |    |    | 1  |     |                                                           | Segunda B                                                 | 34                                                        | |
| 1933/34                                                                                                   | 14 | 14 |    |     |                                                           | Primera                                                   | 13                                                        | |
| 1934/35                                                                                                   |    |    | 7  |     |                                                           | Segunda B                                                 | 26                                                        | |
| 1935/36                                                                                                   |    |    | 9  |     |                                                           | Segunda A                                                 | 22                                                        | |
| 1936/37                                                                                                   |    |    | 8  |     |                                                           | Segunda A                                                 | 26                                                        | |
| 1937/38                                                                                                   |    |    | 2  |     |                                                           | Segunda A                                                 | 37                                                        | |
| 1938/39                                                                                                   |    |    | 1  |     |                                                           | Segunda B                                                 | 38                                                        | Campeón después de ganar 1-0 en el partido por el título contra Racing Mechelen                        |
| 1939/40                                                                                                   |    |    |    |     |                                                           |                                                           |                                                           | Liga no terminada completamente por la Segunda Guerra Mundial. Tilleur FC fue 6º después de 9 jornadas |
| 1940/41                                                                                                   | 4  | 4  |    |     |                                                           | Primera                                                   | 10                                                        | Eliminado en la final del campeonato después de perder ante White Star AC                              |
| 1941/42                                                                                                   | 7  | 7  |    |     |                                                           | Primera                                                   | 27                                                        | |
| 1942/43                                                                                                   | 7  | 7  |    |     |                                                           | Primera                                                   | 29                                                        | |
| 1943/44                                                                                                   | 16 | 16 |    |     |                                                           | Primera                                                   | 18                                                        | |
| 1944/45                                                                                                   |    |    |    |     |                                                           |                                                           |                                                           | sin competición por la II Guerra Mundial                                                               |
| 1945/46                                                                                                   | 18 | 18 |    |     |                                                           | Primera                                                   | 28                                                        | |
| 1946/47                                                                                                   |    |    | 3  |     |                                                           | Segunda A                                                 | 42                                                        | |
| 1947/48                                                                                                   |    |    | 1  |     |                                                           | Segunda B                                                 | 44                                                        | |
| 1948/49                                                                                                   | 13 | 13 |    |     |                                                           | Primera                                                   | 25                                                        | |
| 1949/50                                                                                                   | 12 | 12 |    |     |                                                           | Primera                                                   | 22                                                        | |
| 1950/51                                                                                                   | 13 | 13 |    |     |                                                           | Primera                                                   | 26                                                        | |
| 1951/52                                                                                                   | 9  | 9  |    |     |                                                           | Primera                                                   | 29                                                        | |
| | I  | I  | II | III | desde 1952/53 hay 4 niveles nacionales y cambio de nombre | desde 1952/53 hay 4 niveles nacionales y cambio de nombre | desde 1952/53 hay 4 niveles nacionales y cambio de nombre | desde 1952/53 hay 4 niveles nacionales y cambio de nombre                                              |
| 1952/53                                                                                                   | 10 | 10 |    |     |                                                           | Primera                                                   | 28                                                        | |
| 1953/54                                                                                                   | 12 | 12 |    |     |                                                           | Primera                                                   | 28                                                        | |
| 1954/55                                                                                                   | 14 | 14 |    |     |                                                           | Primera                                                   | 27                                                        | |
| 1955/56                                                                                                   | 14 | 14 |    |     |                                                           | Primera                                                   | 25                                                        | |
| 1956/57                                                                                                   | 13 | 13 |    |     |                                                           | Primera                                                   | 23                                                        | |
| 1957/58                                                                                                   | 14 | 14 |    |     |                                                           | Primera                                                   | 18                                                        | |
| 1958/59                                                                                                   | 16 | 16 |    |     |                                                           | Primera                                                   | 14                                                        | |
| 1959/60                                                                                                   |    |    | 13 |     |                                                           | Segunda                                                   | 24                                                        | |
| 1960/61                                                                                                   |    |    | 10 |     |                                                           | Segunda                                                   | 29                                                        | |
| 1961/62                                                                                                   |    |    | 5  |     |                                                           | Segunda                                                   | 33                                                        | |
| 1962/63                                                                                                   |    |    | 4  |     |                                                           | Segunda                                                   | 38                                                        | |
| 1963/64                                                                                                   |    |    | 2  |     |                                                           | Segunda                                                   | 44                                                        | |
| 1964/65                                                                                                   | 4  | 4  |    |     |                                                           | Primera                                                   | 34                                                        | |
| 1965/66                                                                                                   | 8  | 8  |    |     |                                                           | Primera                                                   | 30                                                        | |
| 1966/67                                                                                                   | 16 | 16 |    |     |                                                           | Primera                                                   | 16                                                        | |
| 1967/68                                                                                                   |    |    | 10 |     |                                                           | Segunda                                                   | 29                                                        | |
| 1968/69                                                                                                   |    |    | 9  |     |                                                           | Segunda                                                   | 30                                                        | |
| 1969/70                                                                                                   |    |    | 12 |     |                                                           | Segunda                                                   | 26                                                        | |
| 1970/71                                                                                                   |    |    | 11 |     |                                                           | Segunda                                                   | 24                                                        | |
| 1971/72                                                                                                   |    |    | 14 |     |                                                           | Segunda                                                   | 25                                                        | |
| 1972/73                                                                                                   |    |    | 15 |     |                                                           | Segunda                                                   | 24                                                        | |
| 1973/74                                                                                                   |    |    |    | 2   |                                                           | Tercera A                                                 | 45                                                        | |
| 1974/75                                                                                                   |    |    | 13 |     |                                                           | Segunda                                                   | 24                                                        | |
| 1975/76                                                                                                   |    |    | 15 |     |                                                           | Segunda                                                   | 19                                                        | |
| 1976/77                                                                                                   |    |    |    | 13  |                                                           | Tercera B                                                 | 26                                                        | |
| 1977/78                                                                                                   |    |    |    | 13  |                                                           | Tercera A                                                 | 25                                                        | |
| 1978/79                                                                                                   |    |    |    | 13  |                                                           | Tercera B                                                 | 25                                                        | |
| 1979/80                                                                                                   |    |    |    | 3   |                                                           | Tercera B                                                 | 37                                                        | |
| 1980/81                                                                                                   |    |    |    | 9   |                                                           | Tercera B                                                 | 28                                                        | |
| 1981/82                                                                                                   |    |    |    | 15  |                                                           | Tercera B                                                 | 23                                                        | |
| 1982/83                                                                                                   |    |    |    |     | 1                                                         | Cuarta C                                                  | 45                                                        | |
| 1983/84                                                                                                   |    |    |    | 10  |                                                           | Tercera B                                                 | 27                                                        | |
| 1984/85                                                                                                   |    |    |    | 16  |                                                           | Tercera B                                                 | 16                                                        | |
| 1985/86                                                                                                   |    |    |    |     | 11                                                        | Cuarta D                                                  | 29                                                        | |
| 1986/87                                                                                                   |    |    |    |     | 9                                                         | Cuarta C                                                  | 30                                                        | |
| 1987/88                                                                                                   |    |    |    |     | 13                                                        | Cuarta D                                                  | 27                                                        | |
| 1988/89                                                                                                   |    |    |    |     | 9                                                         | Cuarta D                                                  | 30                                                        | |
| como Royal Football Club Tilleur-Saint-Nicolas (fusión de Royal Tilleur FC con Royal St-Nicolas FC Liège) |    |    |    |     |                                                           |                                                           |                                                           | |
| 1989/90                                                                                                   |    |    |    |     | 1                                                         | Cuarta D                                                  | 44                                                        | |
| 1990/91                                                                                                   |    |    |    | 3   |                                                           | Tercera B                                                 | 38                                                        | |
| 1990/91                                                                                                   |    |    |    | 3   |                                                           | Tercera B                                                 | 38                                                        | |
| 1991/92                                                                                                   |    |    |    | 4   |                                                           | Tercera A                                                 | 34                                                        | |
| 1992/92                                                                                                   |    |    |    | 9   |                                                           | Tercera A                                                 | 30                                                        | |
| 1993/94                                                                                                   |    |    |    | 10  |                                                           | Tercera A                                                 | 28                                                        | |
| 1994/95                                                                                                   |    |    |    | 11  |                                                           | Tercera B                                                 | 28                                                        | |

## Participación en competiciones internacionales
- Copa Intertoto: 1 aparición[3]

1966/67: fase de grupos
|    | Grupo A3        | P | G | E | P | Puntos |
| -- | --------------- | - | - | - | - | ------ |
| 1º | Go Ahead Eagles | 6 | 6 | 0 | 0 | 12     |
| 2º | Calcio Foggia   | 6 | 4 | 0 | 2 | 8      |
| 3º | RFC Tilleur     | 6 | 2 | 0 | 4 | 4      |
| 4º | FC Sion         | 6 | 0 | 0 | 6 | 0      |

| Club            | Casa | Fuera |
| --------------- | ---- | ----- |
| Calcio Foggia   | 0-1  | 0-1   |
| FC Sion         | 6-0  | 2-0   |
| Go Ahead Eagles | 0-8  | 2-3   |